# بیرمن
بیرمن (انگلیسی: Birman)نام یک نژاد از گربه ها است. خاستگاه این گربه میانمار می باشد.

## نگارخانه

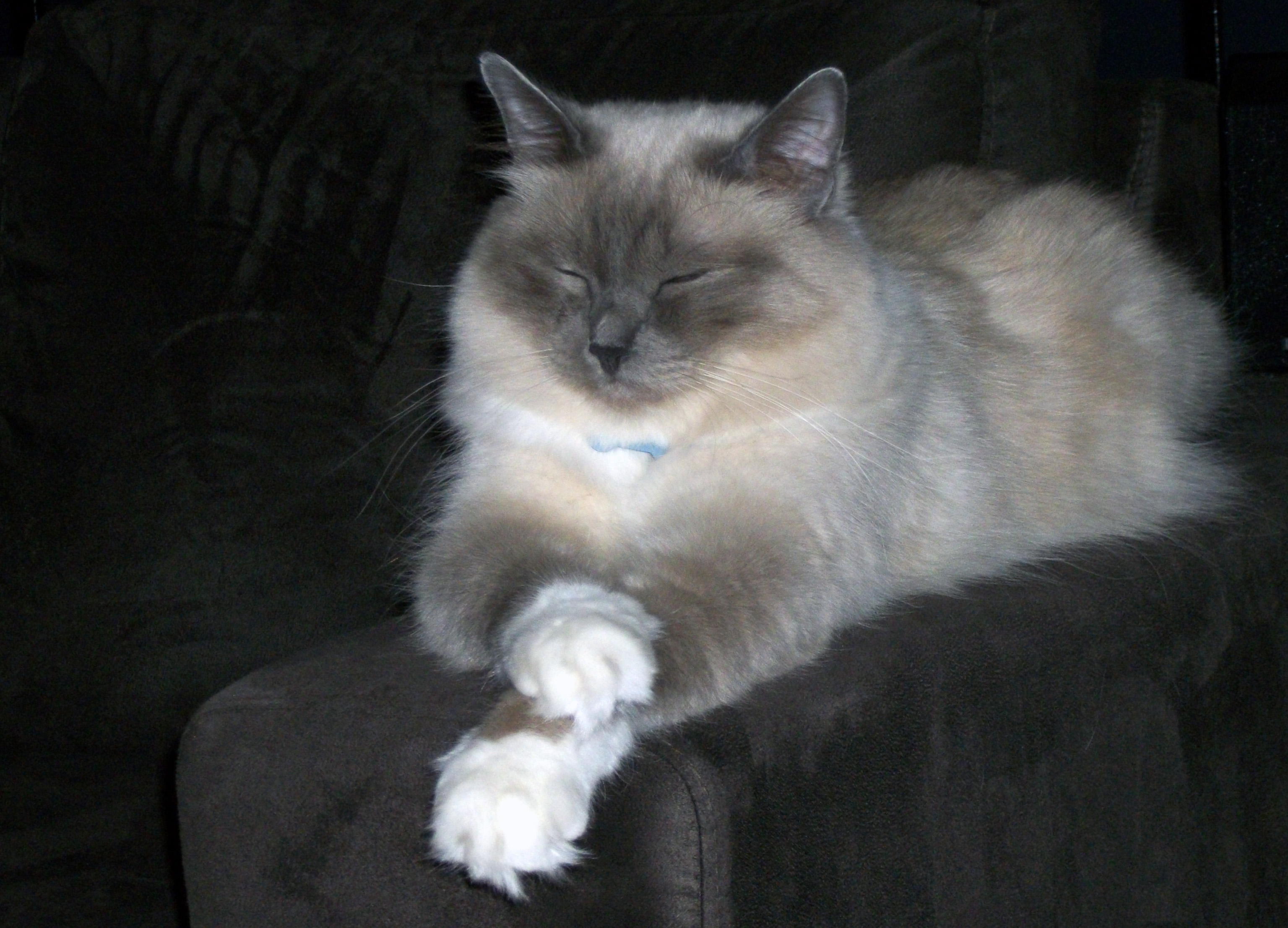
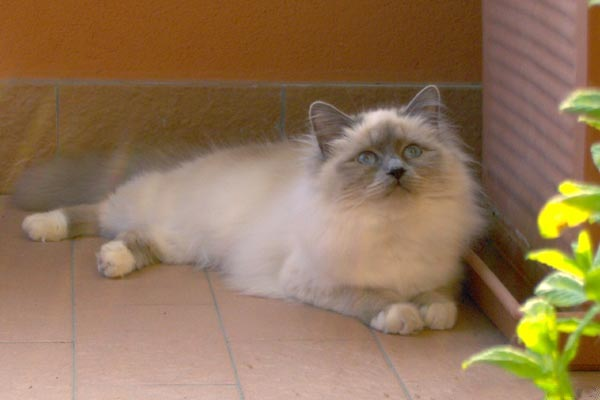
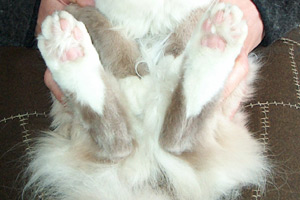